# UMake
UMake（ゆーめいく）は、声優の伊東健人、中島ヨシキがパーソナリティを務めるWebラジオ「伊東健人と中島ヨシキがあなたを夢中にさせるラジオ〜ゆめラジ〜」から派生した音楽ユニット。

## メンバー
- ボーカル・作曲：伊東健人
- ボーカル・作詞：中島ヨシキ
- ギター：飯田“MESHICO”直人
- ギター：海野真佐隆
- キーボード：平田優奈
- ベース：中村泰造
- ベース：タカバタケ俊
- ドラム：伊藤“ショボン”太一
- ドラム：田辺弘明
- バンドマスター・マニピュレーター：須賀勇介

ミュージックビデオ、楽曲、ライブ毎に楽器隊はメンバーに変動有り。
ボーカルの二人がフロントマンを務め、楽曲クレジットには主に二人の名前が記載されることが多いが、バンドメンバーとスタッフチームの全員を合わせた総称が「UMake」である。

## 概要

### 楽曲
インターネットラジオ番組『伊東健人と中島ヨシキがあなたを夢中にさせるラジオ～ゆめラジ～』（通称ゆめラジ）で行われている楽曲制作コーナー「Make song」にてリスナーからテーマに沿ったエピソードを募集しており、そのメールの内容を中島ヨシキが歌詞にまとめ、伊東健人が曲を付けることにより誕生している。
楽曲は全てが作詞：中島ヨシキ、作曲：伊東健人の完全分業制。
歌い分けはじゃんけんで勝ったほうが先にパートを選ぶという方法で決定している。

### ユニットの名称
リスナーのメールを元に出来上がった楽曲たちと、サポートのバンドメンバーも含めてチームという意を称して、U（You）とMakeを合わせた造語である。
名称はボーカル二人他、「ゆめラジ」番組プロデューサーやバンドメンバーたちにより、高円寺の高架下の居酒屋で決められた。
2016年10月26日の「ゆめラジ」放送開始時には明確なユニット名は存在しておらず、番組から誕生した曲のリリース、JASRAC登録、ライブ等の際にアーティスト名が必要となるために付けられた名称である。

### 来歴
- 2016年10月26日、「ゆめラジ」の放送が開始。第1回放送より、番組内コーナーにて楽曲制作が始まる。
- 2017年にユニット名をUMakeとして正式に楽曲をリリース[4]。
- 2018 年6月10 日、吉祥寺CLUB SEATAにて1st Liveが開催された[5]。1st Liveのみ映像化はされていない。また、ライブ終了と同日に公式Twitterが開設[6]。
- 2019 年1月20 日、YokohamaBay Hallにて2nd Liveが開催された。
- 2019年6月、全国のローソンにて2ndシングルの表題曲「HOME」を期間限定で店内放送[7]。
- 2020年1月25日～1月31日の間、新宿ALTAビジョンにて2ndアルバム「TRIPPER!!」のCMが放送される。
- 2020年2月22日より、3rd Liveが東京・新木場STUDIO COASTを皮切りに開催[8]。
- 2020年7月9日、Youtube公式チャンネルを開設[9]。視聴動画やCMの他、現在全てのミュージックビデオをフル尺で公開中。
- 2020年12月16日、新型コロナウイルス拡散防止のため、延期となっていた3rd Live【TRIPPERS!!大阪】3月15日公演予定[10]、【TRIPPERS!!/Beyond】5月2日公演予定[11]の2公演が中止となった[12]。
- 2021年1月11日、Youtube公式チャンネルにて「ゆめラジ100回記念直前生放送”yumetube#1”」が放送され、4th Live Tourが発表された[13]。
- 2021年4月1日、エイプリルフール企画にてヴィジュアル系バンドに転向したアーティスト写真[14][15]とコメント[16]が公開され、同時にシングル曲「Insomnia.」の配信が開始された。

ゆめラジ第106回では、以前ヴィジュアル系バンドに在籍していた須賀勇介の指導のもと、本格的な撮影が行われたと語っている。
- 2021年4月25日、札幌公演を皮切りに4th Live Tourが開始。
- 2022年1月29日、UMake初の主催フェス「U&Make Live Fes 1st.」を行う。出演はUMake、オーイシマサヨシ、AFRO PARKER。[18][19]

### 番組コーナー以外で制作された楽曲

#### kiss→kiss♡
2015年に開催された男性2人ユニット限定で出演できる「ダブルディアライブ」に伊東健人が誘われ、相方を探し所属事務所に相談したところ、同事務所の同期であった中島ヨシキが抜擢された。
当時二人は『lune de miel』というユニット名でライブに出演し、カバー曲とオリジナル曲を披露。
UMake 1stアルバム『Make up a dream』に収録されている「kiss→kiss♡」は、lune de miel時代のオリジナル曲を編曲したものである。

#### 星の海
中島ヨシキが主催を務めた朗読劇の劇中歌。作詞を中島ヨシキ、作曲を伊東健人が担当し、劇のために書き下ろした楽曲である。
UMake 1stシングル『SUMMER☆MONSTER』にオリジナルver.が、2ndアルバム『TRIPPER!!』にはアコースティックver.が収録されている。

#### TRIPPER!!
UMake 2ndアルバム『TRIPPER!!』の表題曲。

#### AIR
「4th Live Tour ～Love～」の表題曲。2021年4月25日開催の札幌公演アンコールにて初披露された。現在はレコチョク他にて配信中。

#### うたう
「4th Live Tour ～Love～」ライブ中のドラマパートにリンクするよう作られた楽曲。2021年4月25日に開催された札幌公演にて初披露された。現在はレコチョク他にて配信中。

#### ブレイバー!!
3rd Live、4th Live Tourともに大阪公演の中止・延期が相次いだ中、2021年7月28日配信のゆめラジ第113回で、伊東健人が「“大阪ごめんね愛してるぜソング”でも作ろうか」と発言したことにより生まれた楽曲。
当初のコンセプトより風呂敷を広げ、頑張る人の背中を押す応援歌として作られたこの楽曲は、2021年8月28日開催の「4th Live Tour ～Love～」大阪公演のアンコールにて初披露された。現在はレコチョク他にて配信中。

## ディスコグラフィ

### シングル
|            | 発売日         | タイトル         | 規格品番    | 規格品番  | オリコン 最高位 |
| 初回限定盤 | 発売日         | タイトル         | 通常盤      |           | オリコン 最高位 |
| ---------- | -------------- | ---------------- | ----------- | --------- | --------------- |
| 1st        | 2018年6月10日  | SUMMER MONSTER   |             | ASCD-8001 | ※限定販売       |
| 2nd        | 2019年3月6日   | HOME             | ASVD-8001/3 | ASCD-8003 | 10位            |
| 3rd        | 2019年9月25日  | ダブルレインボウ | ASVD-8004/5 | ASCD-8004 | 13位            |
| 4th        | 2020年8月12日  | Darling!         | ASVD-8010   | ASCD-8006 | 12位            |
| 5th        | 2020年12月23日 | Merry.           | ASVD-8011   | ASCD-8007 |                 |

### アルバム
|            | 発売日        | タイトル        | 規格品番  | 規格品番  | オリコン 最高位 |
| 初回限定盤 | 発売日        | タイトル        | 通常盤    |           | オリコン 最高位 |
| ---------- | ------------- | --------------- | --------- | --------- | --------------- |
| -          | 2017年8月4日  | 節歌集～first～ |           | ASCD-3001 |                 |
| 1st        | 2017年9月6日  | Make up a dream |           | ASCD-8002 | 9位             |
| 2nd        | 2020年1月29日 | TRIPPER!!       | ASVD-8006 | ASCD-8005 | 9位             |
| 3rd        | 2023年3月22日 | ATMOSPHERE      | ASVD-8016 | ASCD-8008 |                 |

### 配信楽曲
| 配信日         | タイトル     | 備考                       |
| -------------- | ------------ | -------------------------- |
| 2021年4月1日   | Insomnia.    | レコチョクほかにて配信開始 |
| 2021年4月26日  | AIR / うたう | レコチョクほかにて配信開始 |
| 2021年10月18日 | ブレイバー!! | レコチョクほかにて配信開始 |

### 映像作品
|         | 発売日        | タイトル                      | 規格品番            | 規格品番  | 備考 |
| Blu-ray | 発売日        | タイトル                      | DVD                 |           | 備考 |
| ------- | ------------- | ----------------------------- | ------------------- | --------- | ---- |
| 1       | 2019年6月26日 | UMake 2nd Live ～Voyage～     | ASVD-8002           | ASVD-8003 |      |
| 2       | 2020年6月26日 | UMake 3rd Live ～TRIPPERS!!～ | ASCD-8007           | ASCD-8008 |      |
| 3       | 2022年3月25日 | UMake 4th Live Love -Tokyo-   | ASCD-8101 ASVD-8012 | ASVD-8013 |      |

## ライブ
| No. | 日程           | イベント名                           | 会場                 | バンドメンバー                                                                                            | 備考                                                         |
| --- | -------------- | ------------------------------------ | -------------------- | --- | ------------------------------------------------------------ |
| 1   | 2018年6月10日  | UMake First Live ～Make up a dream～ | 吉祥寺CLUB SEATA     | Gt：飯田“MESHICO”直人 / Gt：さー太 Key：平田優奈 / Ba：中村泰造 Dr：伊藤“ショボン”太一 / Mp：須賀勇介     |                                                              |
| 2   | 2019年1月20日  | UMake 2nd Live ～Voyage～            | 横浜Bay Hall         | Gt：飯田“MESHICO”直人 / Gt：さー太 Key：平田優奈 / Ba：中村泰造 Dr：伊藤“ショボン”太一 / Mp：須賀勇介     |                                                              |
| 3   | 2020年2月22日  | UMake 3rd Live ～TRIPPERS!!～東京    | 新木場STUDIO COAST   | Gt：飯田“MESHICO”直人 / Gt：海野真佐隆 Key：平田優奈 / Ba：中村泰造 Dr：伊藤“ショボン”太一 / Mp：須賀勇介 |                                                              |
| 4   | 2020年3月15日  | UMake 3rd Live ～TRIPPERS!!～大阪    | Zepp Osaka Bayside   | Gt：飯田“MESHICO”直人 / Gt：海野真佐隆 Key：平田優奈 / Ba：中村泰造 Dr：伊藤“ショボン”太一 / Mp：須賀勇介 | 現地から無観客ライブ配信 ※ラジ友チャンネルにて一部を有料配信 |
| 5   | 2021年4月25日  | UMake 4th Live Tour ～Love～札幌     | Zepp Sapporo         | Gt：飯田“MESHICO”直人 / Gt：海野真佐隆 Key：平田優奈 / Ba：中村泰造 Dr：伊藤“ショボン”太一 / Mp：須賀勇介 |                                                              |
| 6   | 2021年8月21日  | UMake 4th Live Tour ～Love～福岡     | Zepp Fukuoka         | Gt：飯田“MESHICO”直人 / Gt：海野真佐隆 Key：平田優奈 / Ba：中村泰造 Dr：田辺弘明 / Mp：須賀勇介           |                                                              |
| 7   | 2021年8月28日  | UMake 4th Live Tour ～Love～大阪     | Zepp Namba           | Gt：飯田“MESHICO”直人 / Gt：海野真佐隆 Key：平田優奈 / Ba：中村泰造 Dr：田辺弘明 / Mp：須賀勇介           |                                                              |
| 8   | 2021年10月17日 | UMake 4th Live Tour ～Love～東京     | 舞浜アンフィシアター | Gt：飯田“MESHICO”直人 / Gt：海野真佐隆 Key：平田優奈 / Ba：中村泰造 Dr：田辺弘明 / Mp：須賀勇介           |                                                              |
| 9   | 2022年1月29日  | U&Make Live Fes 1st.                 | 神奈川県民ホール     | Gt：飯田“MESHICO”直人 / Gt：海野真佐隆 Key：平田優奈 / Ba：中村泰造 Dr：田辺弘明 / Mp：須賀勇介           | 出演：UMake／オーイシマサヨシ／AFRO PARKER                   |
| 10  | 2023年4月23日  | U&Make Live Fes 2nd.                 | 中野サンプラザホール | | 出演：UMake／FLOW／打首獄門同好会                            |

## イベント
- 2017年6月24日「伊東健人と中島ヨシキがあなたを夢中にさせるラジオ～ゆめラジ～公開録音voｌ.1～ゆるふわな魔法であなたを夢中にさせる会～」通称ゆめ会(発明会館)
- 2018年11月23日　1stアルバム 「Make up a dream」リリースイベント（アニメイト横浜店）
- 2019年3月31日　「UMake Photo Book Encounter発売記念イベント」お渡し会（ステラワース店舗）
- 2019年3月31日　「UMake Photo Book Encounter発売記念イベント」（アニメイト横浜店）
- 2019年7月27日「ZEROからあなたを夢中にさせる会〜ゆめ会2〜」(なかのZERO大ホール)
- 2022年7月24日「伊東健人と中島ヨシキがあなたを夢中にさせるラジオ〜ゆめラジ〜公開録音〜ゆめ会３〜」(よこすか芸術劇場)

・2023年6月26日UMake 3rd アルバム「ATMOSPHERE」 発売記念イベント(ステラワース店舗)
・2023年8月6日UMake3rdアルバム「ATMOSPHERE」発売記念イベント(アニメイト池袋店)
・2023年8月6日(2020年4月11日より新型コロナウイルスの影響で延期の為)UMake 2ndアルバム「TRIPPER!!」リリース記念イベント

## 出演

### TV
- 2019年9月23日　MUSIC ON! TV「エムオン!ヒッツ」　MV放送
- 2019年9月25日　MUSIC ON! TV「アニオン!ワールド」　MV放送
- 2020年1月29日　MUSIC ON! TV　MV放送
- 2020年10月4日　ミュージックジャパンTV「アニメ大好き！濃厚アニソンカウントダウン」コメント出演[28]
- 2022年3月23日　KBC九州朝日放送「アサデス。」ダイジェスト映像放送[29]
- 2022年4月3日  　ミュージックジャパンTV「アニメ大好き！濃厚アニソン カウントダウン」 Release info[30]

### 配信番組
- 2020年3月12日　「エンスタ」#7（SPICEチャンネル）楽曲紹介／3月テーマ曲
- 2020年7月26日　「エンスタ」#8（SPICEチャンネル）ゲスト出演[31]

### ラジオ
- 2019年6月29日　「A&G TRIBAL RADIO エジソン」（文化放送）ゲスト出演 [32]
- 2020年7月4日　  「A&G TRIBAL RADIO エジソン」（文化放送）ゲスト出演[33]
- 2020年8月6日　  「ミューコミプラス」（ニッポン放送）ゲスト映像出演[34][35]

## 関連商品

### 書籍
- 2019年3月7日　　UMake Photo Book Encounter （KADOKAWA）[36]
- 2020年6月26日　「Documentary of UMake 3rd Live ～TRIPPERS!!～」（東京ニュース通信社）[37]
- 2021年12月24日　UMake 4th Live Tour Love Official Photo Book 無限の愛を、歌に込めて （東京ニュース通信社）[38]

### 雑誌掲載
- 2019年6月28日　TVガイドVOICE STARS vol.10（東京ニュース通信社）表紙 [39]
- 2019年9月9日　 TVガイドPERSON vol.85（東京ニュース通信社）特集
- 2019年9月20日　ボイスアニメージュ No.42（徳間書店）特集
- 2019年9月26日　声優MEN VOL.15（双葉社）特集[40]
- 2019年9月28日　TVガイドVOICE STARS vol.11（東京ニュース通信社）特集[41]
- 2020年1月10日　Ani-PASS #06（シンコーミュージック）インタビュー掲載[42]
- 2020年3月31日　TVガイドVOICE STARS vol.13（東京ニュース通信社）特集
- 2020年4月16日　声優MEN Vol.17（双葉社）ライブレポート掲載[43]
- 2020年6月16日　ボイスアニメージュ No.45（徳間書店）裏表紙特集
- 2020年12月9日　Ani-PASS #10（シンコーミュージック）特集[44]
- 2021年3月10日　声優アニメディア4月号（学研プラス）裏表紙特集[45]
- 2021年3月31日　TVガイドVOICESTARS vol.17（東京ニュース通信社）裏表紙特集
- 2021年4月6日　 ボイスアニメージュ No.48（徳間書店）特集
- 2021年12月2日　Ani-PASS #16（シンコーミュージック）ライブレポート掲載[46]
- 2022年3月9日　 声優アニメディア4月号（学研プラス）ライブレポート掲載[47]
- 2022年6月10日  声優アニメディア7月号（学研プラス）表紙・巻頭特集
- 2022年9月9日　 声優アニメディア10月号（学研プラス）特集
- 2022年12月23日 TVガイドVOICESTARS vol.24（東京ニュース通信社）特集

### コラボ商品
- 2021年4月23日　UMake×ヴィレッジ・ヴァンガード コラボ商品発売[48]